# میرکو گوری
میرکو گوری (انگلیسی: Mirko Gori؛ زادهٔ ۴ فوریهٔ ۱۹۹۳) بازیکن فوتبال اهل ایتالیا است.
از باشگاه‌هایی که در آن بازی کرده‌است می‌توان به باشگاه فوتبال پارما و باشگاه فوتبال فروزینونه اشاره کرد.
وی همچنین در تیم‌های ملی فوتبال زیر ۱۶ سال ایتالیا و Italy Lega Pro representative teams بازی کرده‌است.